# A hegy gyomrában
A hegy gyomrában (Under the Mountain) nyolcrészes új-zélandi tévésorozat, mely 1981-ben készült Maurice Gee regénye alapján. Magyarországon a TV 2 vetítette 1991-ben, majd megismételték 1993-ban.

## A történet
Egy ikerpár, Rachel és Theo Matheson Aucklandba mennek nyaralni nagynénjükhöz és családjához. A városban él egy idős úr, Mr. Jones, aki földönkívüli, és korábban már találkozott az ikrekkel, amikor azok három éves korukban elvesztek az erdőben. Az ikrek küldetése, hogy a szemközti házban lakó Mr. Wilberforce-ot és családját –, akik szintén emberalakot öltött földönkívüli lények – megállítsa azon céljukban, hogy a Földet megszállják. Kiderül, hogy az ikrek is rendelkeznek különleges képességekkel, mint pl. a telepátia.  Mr. Jones útmutatásai alapján meg kell tanulniuk bánni a "szellem fegyvereivel". Ebben külsőleg két egyszerű kőnek látszó tárgynak is kulcsszerepe van.
A sorozat érdekessége, hogy a filmsorozat zenéjét később a Csillagutasok (Earth Star Voyager) című Walt Disney minisorozathoz is felhasználták, kisebb változtatásokkal.

## Epizódok
|    | Eredeti cím                   | Magyar cím                            |
| -- | ----------------------------- | ------------------------------------- |
| 1. | Maar                          | A krátertó                            |
| 2. | Volcano of the Bleeding Skies | A vulkán, amelyik fölött vérzik az ég |
| 3. | Red Force, Blue Force         | Vörös erő, kék erő                    |
| 4. | The Alien World Below         | Idegen világ a mélyben                |
| 5. | Weapons of the Mind           | A szellem fegyverei                   |
| 6. | Any Shape, Any Form           | Tetszés szerinti alakban és formában  |
| 7. | Assault                       | A támadás                             |
| 8. | The Gift of Oblivion          | A felejtés ajándéka                   |

## Szereplők
- Kirsty Wilkinson (Vadász Bea) – Rachel
- Lance Warren (Minárovits Péter) – Theo
- Roy Leywood (Huszár László) – Mr. Jones
- William Johnson (Surányi Imre) – Mr. Wilberforce
- William Ewens  (Bor Zoltán) – Ricky
- Glynis McNicoll (Földessy Margit) – Noeline néni
- Noel Trevarthen (Ujréti László) – Clarry bácsi
- Roy Billing – A Wilberforce-család tagja
- Paul Owen-Lowe – A Wilberforce-család tagja
- David Weatherley – A Wilberforce-család tagja
- Richard von Sturmer – A Wilberforce-család tagja
- Rodney Newman – A Wilberforce-család tagja
- Timothy Lee – A Wilberforce-család tagja (Timothy C. Lee néven feltüntetve)
- Robert Bruce – A Wilberforce-család tagja